# P. Papp Zoltán
P. Papp Zoltán (születési név: Papp Zoltán Gyula, Budapest, 1949. június 21. –) magyar költő, a Dunatükör című országos irodalmi, művészeti és kulturális folyóirat alapító-főszerkesztője.

## Életrajz
Szülei Papp Gyula és Földes Vilma. 1975-ben gépészmérnöki, majd 1977-ben mérnök-tanári diplomát szerzett a Budapesti Műszaki Egyetem gépészmérnöki karán. Több tervezőintézetben vezető-tervezőként dolgozott. Emellett húsz évig tanított különböző intézményekben, a Budapesti Műszaki Egyetemen, két főiskolán és középiskolákban. 1989 óta önálló vállalkozó. Jelenleg Csepelen él és alkot. Nős, két gyermek apja.
1976 óta publikál verseket, esszéket, műfordításokat (olasz és angol nyelvből), készít interjúkat és elemzéseket. 1997-ig Papp Zoltán néven jelentek meg írásai, így az első két kötete is (Hívójel, Reménnyel bevérzett), azt követően P. Papp Zoltán néven publikál. Írásait többek között közölte a Kortárs, Parnasszus, Magyar Napló, Hitel, Lyukasóra, Szépirodalmi Figyelő, Napút, Partium, C.E.T, Új Holnap,  Polisz, Ezredvég, Élet és Irodalom és a Dunatükör, továbbá számos heti- és napilap. 
Számos irodalmi antológiában szerepel, írásai hazai és külföldi online kulturális oldalakon is olvashatók.
Tagja a Magyar Írószövetségnek, a Berzsenyi Dániel Irodalmi és Művészeti Társaságnak, a Csepeli Alkotó Fórumnak (irodalmi szekció vezetőként). Rendszeres szervezője és résztvevője számtalan irodalmi, kulturális rendezvénynek, kiállítás megnyitónak, vetélkedőnek, felolvasóestnek. 

## Önálló kötetei
- Hívójel (versek), Sprint Kiadó, 1991
- Reménnyel bevérzett (versek), Prime Press Kiadó, 1997
- Fényforduló (versek), Present Könyv- és Lapkiadó, 1999
- Tükörrepesz (versek), Masszi Kiadó, 2001
- Hamulékony portünet (versek), Napkút Kiadó, 2004
- Vershatalom (versek), Napkút Kiadó, 2007
- Prózaliget (rövidpróza, párbeszéd, esszé), Napkút Kiadó, 2010
- Érzékkövek (versek), Napkút Kiadó, 2011
- Rétegrend (válogatott művek), Napkút Kiadó, 2014
- Kalandvigasz (versek, műfordítások), Napkút Kiadó, 2019
- Időhíd (válogatott és új versek) Napkút Kiadó, 2024

## Dunatükör
Alapító-főszerkesztője a 2002 decembere óta megjelenő Dunatükör országos irodalmi, művészeti és kulturális folyóiratnak. A lap negyedévente jelenik meg, verseket, novellákat, esszéket, tanulmányokat, drámákat, interjúkat közöl, valamint 8 színes oldalon kortárs képzőművészeket mutat be. A magyar irodalom színe java szerepel a folyóirat hasábjain, többek között Alföldi Jenő, Albert Gábor, Baranyi Ferenc, Báger Gusztáv, Béres Attila, Czigány György, Ébert Tibor, Gergely Ágnes, Iszlai Zoltán, Jókai Anna, Kalász Márton, Kányádi Sándor, Kiss Dénes, Lackfi János, Lászlóffy Csaba, Mezei András, Nagy Gáspár, Petőcz András, Prágai Tamás, Pomogáts Béla, Popper Péter, Pósa Zoltán, Somlyó György, Szabó Magda, Szabó T. Anna, Szakolczay Lajos, Szentmártoni János, Székely Magda, Szondi György, Tarján Tamás, Tornai József, Tóth Krisztina, Tóthfalusi István, Turczi István, Turcsány Péter, Vass Tibor, Veress Miklós. A bemutatott kortárs képzőművészek közt szerepel például El Kazovszkij, Lucien Hervé, Mácsai István, Molnár C. Pál, Prokop Péter.

## Sporttevékenysége
1968-69 között tagja a kajak-kenu ifi válogatottnak, 1968-ban országos serdülő bajnok. 1982 óta szörfözik, 1984 óta versenyszerűen, háromszoros magyar bajnok (2000, 2004, 2008 raceboard kategória). A legendás "tizeske" -ként is emlegetik, 2012-ben az évtized szörfösének választották, mivel a megelőző 20 évben minden hazai országos bajnokságon részt vett és mindig dobogón végzett.